# チャーリー・ベル
チャーリー・ベル（Charlie Will Bell III, 1979年3月12日 - ）は、アメリカ合衆国ミシガン州フリント出身の元バスケットボール選手。ポジションはシューティングガード。身長191cm、体重91kg。

## 経歴

### 学生時代
高校は地元フリントのサウスウエスタンアカデミー高校でプレイ。早くからスコアラーとして活躍し、30.5得点13.9リバウンドの成績で、高校通算2252得点は地区の歴代新記録だった。
大学はバスケットの名門校、ミシガン州立大学に進学。1年目から先発に抜擢され、3年目にはNCAAトーナメントを制覇し、ベルはオールFinal4チームに選ばれた。ベルが在籍した1997-98シーズンから2000-01シーズンの間、ミシガン州立大学は全てのシーズンでビッグ・テン・カンファレンスを制し、NCAAトーナメントでは3度Final4に進出、1度の優勝を果たした。

### プロの世界へ
エントリーした2001年のNBAドラフトではどこからも指名を受けることはできなかったが、夏にフェニックス・サンズとの契約に成功し、01-02シーズン開幕戦でNBAデビューを果たす。しかしサンズでは5試合に出場しただけですぐに放出された。その後独立リーグABAに降り、フェニックス・エクリプスでプレイ。平均19.8得点の好成績を残し、1月にはダラス・マーベリックスとの10日間契約に漕ぎ付けたが、出場できた試合は僅かに2試合のみだった。

### ヨーロッパへ
2002年3月に、ベルは新天地を海外に求め、イタリアのベネトン・トレヴィーゾと契約、02-03シーズンはビルトゥス・ボローニャでプレイしたが、故障でシーズンの大半を欠場、さらに給料の未払い問題も発生し、ベル自身が「一番辛かった」と振り返る日々を過ごした。
ベルの才能が開花したのはイタリアに来て2年目、リヴォルノの地に来てからであった。03-04シーズンをバスケット・リヴォルノでプレイいたベルは、平均25.5得点を叩き出し、いきなりイタリアリーグ得点王となった。このオフにはイタリアを離れ、スペインへと渡る。レチェ・リオ・ブレオガンと契約いたベルは、平均27得点で今度はスペインリーグの得点王となり、地元ルーゴでは大変な人気を集めるようになった。

### 再びNBAへ
ヨーロッパで成功を収めたベルは、2005年にミルウォーキー・バックスと契約し、NBA返り咲きを果たした。バックスではシューターとして活躍。1年目の05-06シーズンは平均8.4得点でスリーポイントシュート成功率42.3％はリーグ11位の成績だった。3月28日のフェニックス・サンズ戦では19得点10リバウンド13アシストでキャリア初のトリプルダブルを達成した。バックスはベルの活躍もあり、プレイオフに進出した。翌06-07シーズンには64試合で先発に起用され、平均13.5得点とさらに成績を伸ばした。
このオフに制限付きFAとなったベルは好条件を示したマイアミ・ヒートへの移籍を希望した。この時バックスとの交渉が難航し、その経過を自身のブログに事細かに載せていたことが話題となった。一時はヨーロッパ行きも視野に入れていたベルだが、結局バックスにチームオプションを行使され、07-08シーズンもバックスでプレイすることになった。
2010年オフ､コーリー・マゲッティとの1対1のトレードにより､ゴールデンステート・ウォリアーズへ移籍。その後イタリアでプレーした後引退した。